# Mars (Gard)
Mars is een plaats en voormalige gemeente in het Franse departement Gard in de regio Occitanie en telt 174 inwoners (2004). De plaats maakt deel uit van het arrondissement Le Vigan.

## Geschiedenis
Mars is op 1 januari 2019 gefuseerd met de gemeente Bréau-et-Salagosse tot de gemeente Bréau-Mars. 

## Geografie
De oppervlakte van Mars bedraagt 3,8 km², de bevolkingsdichtheid is 45,8 inwoners per km².
De onderstaande kaart toont de ligging van Mars (Gard) met de belangrijkste infrastructuur en aangrenzende gemeenten.

## Demografie
Onderstaande figuur toont het verloop van het inwonertal.